# Los Volcanes (Jalisco)
Los Volcanes es una localidad del estado mexicano de Jalisco. Es parte del municipio de Atenguillo.

## Demografía
| Gráfica de evolución demográfica |
|                                  |

| Censo | Población |
| ----- | --------- |
| 1900  | 275       |
| 1910  | 353       |
| 1921  | 454       |
| 1930  | 501       |
| 1940  | 470       |
| 1950  | 533       |
| 1960  | 550       |
| 1970  | 556       |
| 1980  | 687       |
| 1990  | 850       |
| 2000  | 893       |
| 2010  | 956       |
| 2020  | 1 016     |